# Trajan
Trajan (egl. Marcus Ulpius Trajanus) (18. september 53 – 8. august 117) var romersk kejser i årene 98 – 117, og Roms sidste store erobrerkejser.
Trajan stammede fra en slægt af romerske kolonister i Spanien, uddannedes som officer og kæmpede rundt om i forskellige grænseregioner, men fik også forskellige æresposter i statsstyret. Tilsyneladende på grund af sin dygtighed blev han i 97 adopteret af kejser Nerva for at styrke kejsermagten over for hæren; dette blev i virkeligheden begyndelsen til “adoptivkejsersystemet” og et halvt år efter overtog han styret.
Trajans regering blev regnet for ét af højdepunkterne i kejsertiden. Han synes både som administrator og som hærfører at have haft en heldig hånd, idet han både kunne optræde med fasthed og autoritet og samtidig undgå at virke tyrannisk. Skønt selv officer synes han at have lagt vægt på at være en civil kejser; han holdt militæret i kort snor og tillod ikke officererne at optræde som politisk magtfaktor. Under ham saneredes finanserne, og han søgte at opmuntre til børnetallets forøgelse bl.a. ved at forbedre opdragelses- og undervisningstilbud også til fattige børn. Desuden gennemførte han en omfattende byggevirksomhed i Rom, bl.a. ved skabelsen af ”Trajans Forum” – mange af de boliger, der opførtes under ham, har overlevet til det 20. århundrede. Der grundlagdes og udbedredes flere havne og anlagdes veje, særlig berømte er havnen i Portus nær Ostia og Via Trajana mellem det nuværende Benevento og Brindisi. En lang række kendte intellektuelle arbejdede for ham, bl.a. historikerne Tacitus og Sueton samt Plinius den Yngre som omkring 111 blev statholder i provinsen Bithynia et Pontus, hvorfra han rapporterede om mangler og slendrian. I det hele taget viste Trajan større interesse for provinsforhold end de tidligere kejsere. Hans politik over for kristendommen var præget af afstandtagen men betydelig tolerance. 
En hovedrolle i Trajans regering fik dog hans krigspolitik. Mens han holdt fred med germanerne, ønskede han at udvide riget i Østeuropa, og i 107 erobrede han under meget besvær området Dakien (Rumænien), der indlemmedes som provins, og som var Roms sidste store nyerhvervelse i Europa. Hans sidste år var prægede af et ambitiøst forsøg på at knække Roms modstander i øst, Parterriget. Fra 113 førte han et vældigt felttog mod øst med store stridskræfter, hvorved han erobrede Armenien, trængte langt ind på partisk område og tvang parterkongen til en fred, der overlod Rom hele Mesopotamien. Sejren fulgtes dog af flere opstande og uro i de nye provinser, som måtte bekæmpes, og på vejen hjem fra felttoget døde Trajan i Lilleasien; hans efterfølger Hadrian annullerede erobringerne.
Både i samtid og eftertid har Trajan efterladt sig et påfaldende godt ry for alsidig dygtighed og retfærdig styrelse; at hans krigspolitik formentlig har virket økonomisk tyngende på befolkningen er en anden sag. Endnu i dag regnes han for én af de største herskere i kejsertiden.
Trajan lod sine bedrifter forevige på reliefferne på Trajansøjlen, der den dag i dag står på hans forum i Rom.